# 喬治·史普林格
喬治·切爾斯頓·史普林格三世（英語：George Chelston Springer III，1989年9月19日—），為美國職棒大聯盟的外野手，目前效力於多倫多藍鳥。先前曾效力於太空人長達7個球季。
2011年美國職棒大聯盟選秀，太空人隊在第1輪11順位選進史普林格。他於2014年登上大聯盟，2017年拿下世界大賽冠軍。他在該年的世界大賽擊出5支全壘打並創下了單年度29壘打數的世界大賽紀錄，並拿下世界大賽MVP。
史普林格還有波多黎各和巴拿馬的血統。

## 職業生涯

### 休士頓太空人

#### 2014年
4月16日，史普林格登上大聯盟。他在該場比賽擊出大聯盟生涯首安，是一支內野安打。5月8日，史普林格擊出大聯盟生涯首轟。6月26日，他擊出單季第15轟，打破了太空人菜鳥在明星賽前的全壘打紀錄。7月23日，他因為股四頭肌緊繃而進入傷兵名單。該年他出賽78場，打擊率2成31，20轟51分打點，吞下114次三振。

#### 2015年
4月12日，史普林格在面對遊騎兵的比賽中，他於第10局接殺里昂尼斯·馬丁可能擊出再見滿貫砲的飛球，最終太空人6比4贏球。
該年太空人靠著史普林格、荷西·奧圖維、卡洛斯·柯瑞亞和達拉斯·凱戈等球員，拿下美聯外卡。而他們先在外卡賽扳倒洋基，助球隊繼2005後再度闖入季後賽。不過太空人在分區賽2勝3敗不敵皇家，季後賽驚奇之旅很快就結束。

#### 2016年
修正了自己的高三振率後，史普林格的成績逐漸進步，球隊也在該年讓他擔任比賽的開路先鋒。這年他162場比賽都沒有缺席，擊出29發全壘打，88次保送。不過球隊以84勝78敗排在美西第三，無緣季後賽。

#### 2017年
該年球隊讓連續3年擔任右外野手的史普林格擔任中外野手。他在6月拿下個人首次單週最佳球員，野手首度入選明星賽。該年上半季，太空人就拿下60勝29敗，這也是隊史上半季最佳成績。
7月28日，他因為股四頭肌不適而進入傷兵名單。該年他出賽140場比賽，打擊率2成83，34轟83分打點。這年，太空人以101勝61敗進入季後賽，並順利闖進世界大賽。最終太空人以4勝3敗打敗道奇，拿下隊史首冠。史普林格在第4場到第7場都有擊出全壘打，他在系列賽擊出11支安打，7分打點，最後拿下世界大賽MVP。
球季結束後，他拿下個人首座銀棒獎。

#### 2018年
史普林格在該年成為史上首位連2年開幕戰都擊出首打席全壘打的選手。
5月7日，他成為隊史首位在9局內擊出6支安打的球員。1965年6月8日，Joe Morgan擊出6支安打，但是那場比賽打了12局。
他與隊友艾力克斯·布萊格曼一同入選明星賽，並在延長賽擊出背靠背全壘打。
8月5日，他在滑壘時左手拇指受傷而進入傷兵名單。該年他打擊率2成65，22轟71分打點。
2018年美聯分區賽第一場，史普林格擊出首打席全壘打，他也締造連續5場季後賽擊出全壘打的紀錄。最後球隊3場橫掃印地安人。史普林格在季後賽也累積10支全壘打，超越2004年由卡洛斯·貝爾川締造的8支季後賽全壘打隊史紀錄。

#### 2019年
該年開幕戰，史普林格再一次擊出首打席全壘打。5月25日，他因為左腿筋緊繃而進入傷兵名單。
該年他的打擊率為2成92，39轟96分打點。

#### 2020年
史普林格在這年的打擊率為2成65，並敲出14轟與32分打點。這年他挨了5次觸身球，為全大聯盟最多。

### 多倫多藍鳥
2021年1月20日，史普林格與藍鳥隊簽下6年1.5億美元的合約。

## 外部連結
- 球員資訊和成績在MLB ，ESPN ，Baseball Reference ，Fangraphs ，The Baseball Cube ，Baseball Reference (Minors) ，Retrosheet （英文）
- 喬治·史普林格在台灣棒球維基館上的頁面（繁體中文）